# Tildia hypoleuca
Tildia hypoleuca is een vlinder uit de familie van de Nymphalidae. De wetenschappelijke naam van de soort is voor het eerst  gepubliceerd in 1898 door Roland Trimen.

## Verspreiding
De soort komt voor in de droge savannes van Namibië. De vliegtijd is van december tot in juni met een piek in januari en februari.

## Waardplanten
De rups leeft op Adenia pechuelii (Engl.) Harms (Passifloraceae).